# Ballymacoda
Ballymacoda är en ort i republiken Irland.   Den ligger i grevskapet County Cork och provinsen Munster, i den södra delen av landet, 200 km sydväst om huvudstaden Dublin. Ballymacoda ligger 20 meter över havet och antalet invånare är 128.
Terrängen runt Ballymacoda är platt. Havet är nära Ballymacoda åt sydost.  Närmaste större samhälle är Midleton, 17,2 km väster om Ballymacoda. 
Klimatet i trakten är tempererat. 